# Glande de Sambia
Glande (bautizado como Richard) fue un caudillo de los sambianos, uno de los clanes prusianos que se menciona en la crónica de Peter von Dusburg, durante el Gran Levantamiento Prusiano (1260–1274) contra los caballeros teutónicos.
Nada se conoce sobre su vida a excepción que fue elegido caudillo por los sambianos durante la rebelión contra la Orden Teutónica. Glande fue abatido por una lanza y su lugarteniente Swayno cayó poco más tarde. Entre la confusión y la desesperanza, los sambianos se retiraron. El caudillo natangiano Herkus Monte fue en su ayuda, pero cayó gravemente herido por una lanza. Los  sambianos fueron el primer clan en abandonar las armas y rendirse en 1265.